# Florian Dietrich
Florian Dietrich (* 1986 in Wiesbaden) ist ein deutscher Filmregisseur und Drehbuchautor.

## Leben
Florian Dietrich wurde 1986 in Wiesbaden geboren. Nach dem Abitur arbeitete er als Regieassistent am Staatstheater Wiesbaden und studierte von 2005 bis 2007 Mediendramaturgie in Mainz. Ab 2007 studierte er Regie an der Deutschen Film- und Fernsehakademie Berlin und der Universität Tel Aviv.
Seinen ersten Kurzfilm GhettoLoveGrief stellte er 2011 beim Internationalen Kurzfilmfestival Berlin vor. Sein Spielfilmdebüt Toubab feierte im September 2020 im Rahmen der Filmkunstmesse Leipzig seine Premiere und kam am 23. September 2021 in die deutschen Kinos. Bei Toubab handelt es sich um Dietrichs Abschlussprojekt an der Deutschen Film- und Fernsehakademie Berlin.

## Filmografie (Auswahl)
- 2011: GhettoLoveGrief (Kurzfilm)
- 2012: Flucht nach vorn (Kurzfilm)
- 2020: Toubab
- 2022: Doppelhaushälfte (Fernsehserie, 2 Folgen)

## Auszeichnungen
Fernsehfilmfestival Baden-Baden
- 2021: Nominierung für den MFG Star (Toubab)[5]

Filmfest Dresden
- 2013: Auszeichnung als Bester Kurzfilm @ 24 (Flucht nach vorn)

Filmkunstfest Mecklenburg-Vorpommern
- 2021: Auszeichnung mit dem NDR-Regiepreis (Toubab)[6]

First Steps – Der deutsche Nachwuchspreis
- 2020: Nominierung als Bester abendfüllender Spielfilm (Toubab)[7][8]

New Faces Award
- 2021: Auszeichnung als Bester Debütfilm (Toubab)

### Internationales Filmfestival Warschau
- 2021: Publikumspreis für den besten Spielfilm (Toubab)[9]

### Hessischer Filmpreis
- 2021: Nominierung als Bester Spielfilm (Toubab)[10]